# Oenoptila subconfusa
Oenoptila subconfusa là một loài bướm đêm trong họ Geometridae.